# منزل بروجردي
منزل بورجوردي هو متحف منزلي تاريخي في كاشان بإيران. تم بنائه في عام 1857 من قبل المهندس المعماري علي مريم الكاشاني لعروس عائلة طبطبائي الثرية التي تزوجت  لعائلة بوروجردي، وهي عائلة ثرية كذلك. جاءت العروس من عائلة طبطبائي الغنية، التي بنى المهندس المعماري منزل طبطبائي المجاور لها قبل عدة سنوات.

## بناء
يتكون المنزل من بيروني («البراني»، والمنطقة العامة)، و آندروني («الجواني»، والأماكن الخاصة) التي تتميز بها الهندسة المعمارية السكنية التقليدية لإيران، بما في ذلك فناء مع مسبح وشرفة من طابقين. وتعلو القاعة الرئيسية خيشان، وهو نوع من القبب المركزية. كما تم بناء ثلاث ملاقف طول الواحدة منها 40 متراً، اثنان فوق القاعة الرئيسية وواحد فوق منطقة المدخل. تم تزيين المنزل بأعمال الجص والأشغال الزجاجية والمرايا ويتميز بلوحات جدارية للرسام البارز كمال أولك.

## صالة عرض

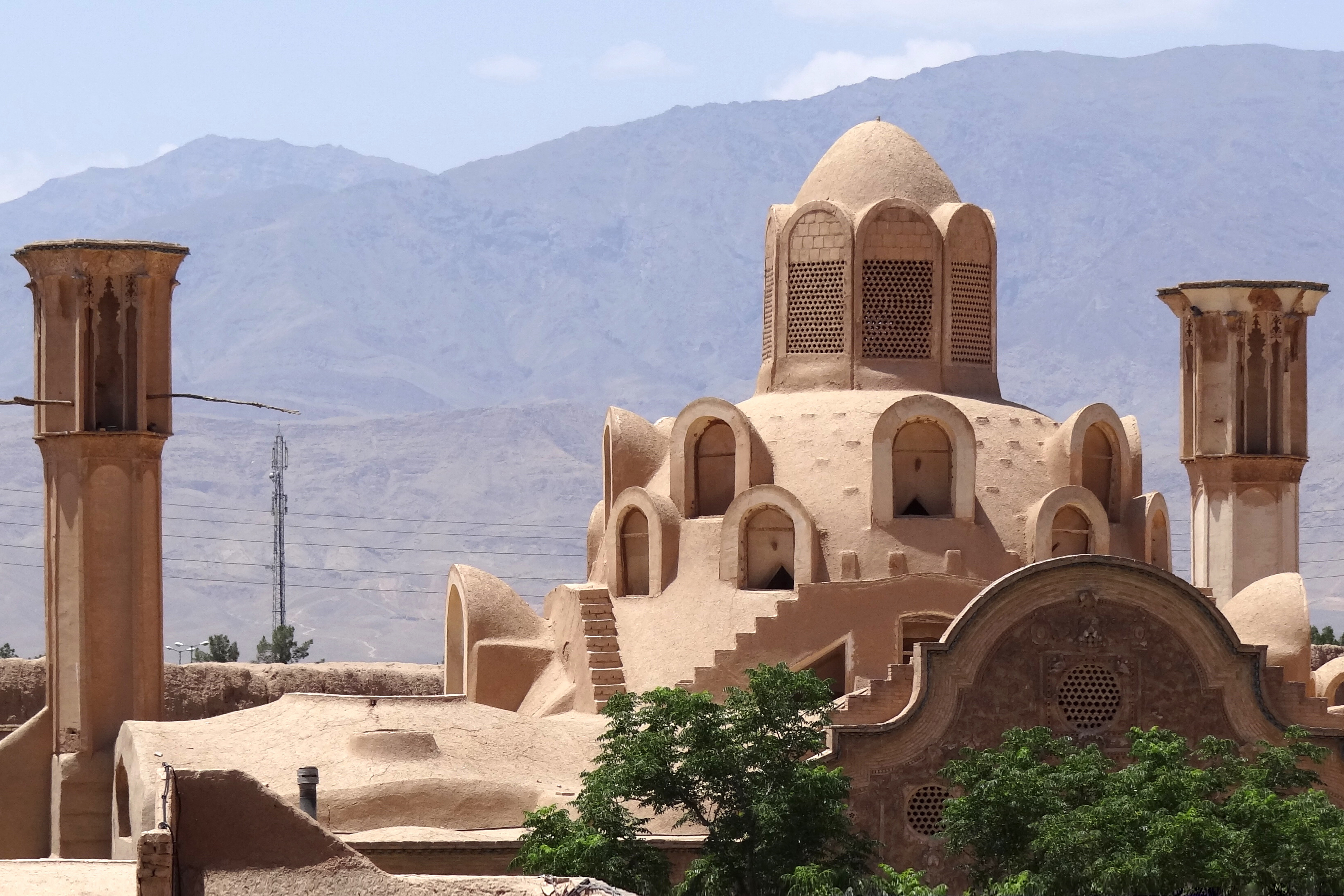
قبة التالار والزجاج على سطح المنزل.
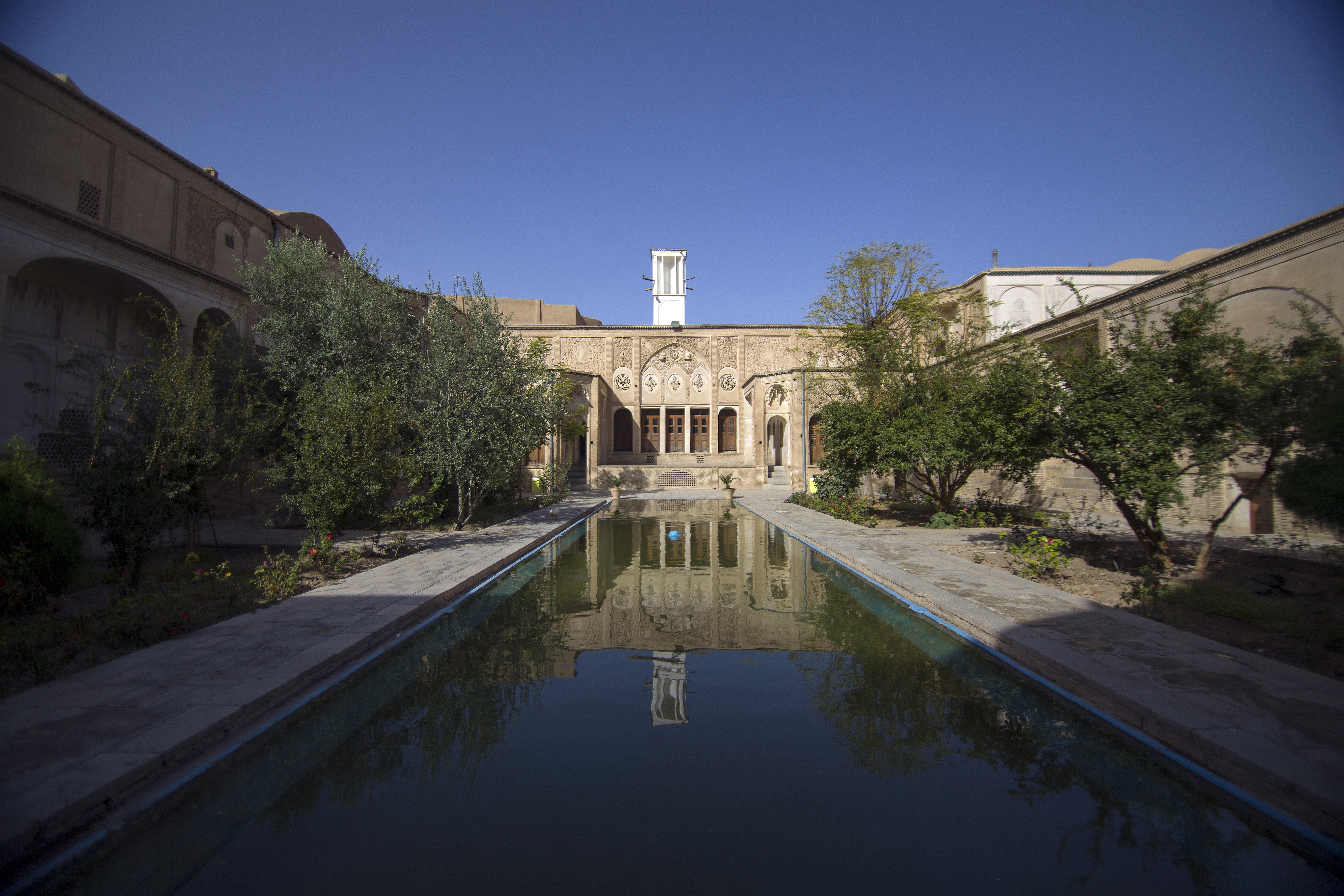
فناء المنزل.
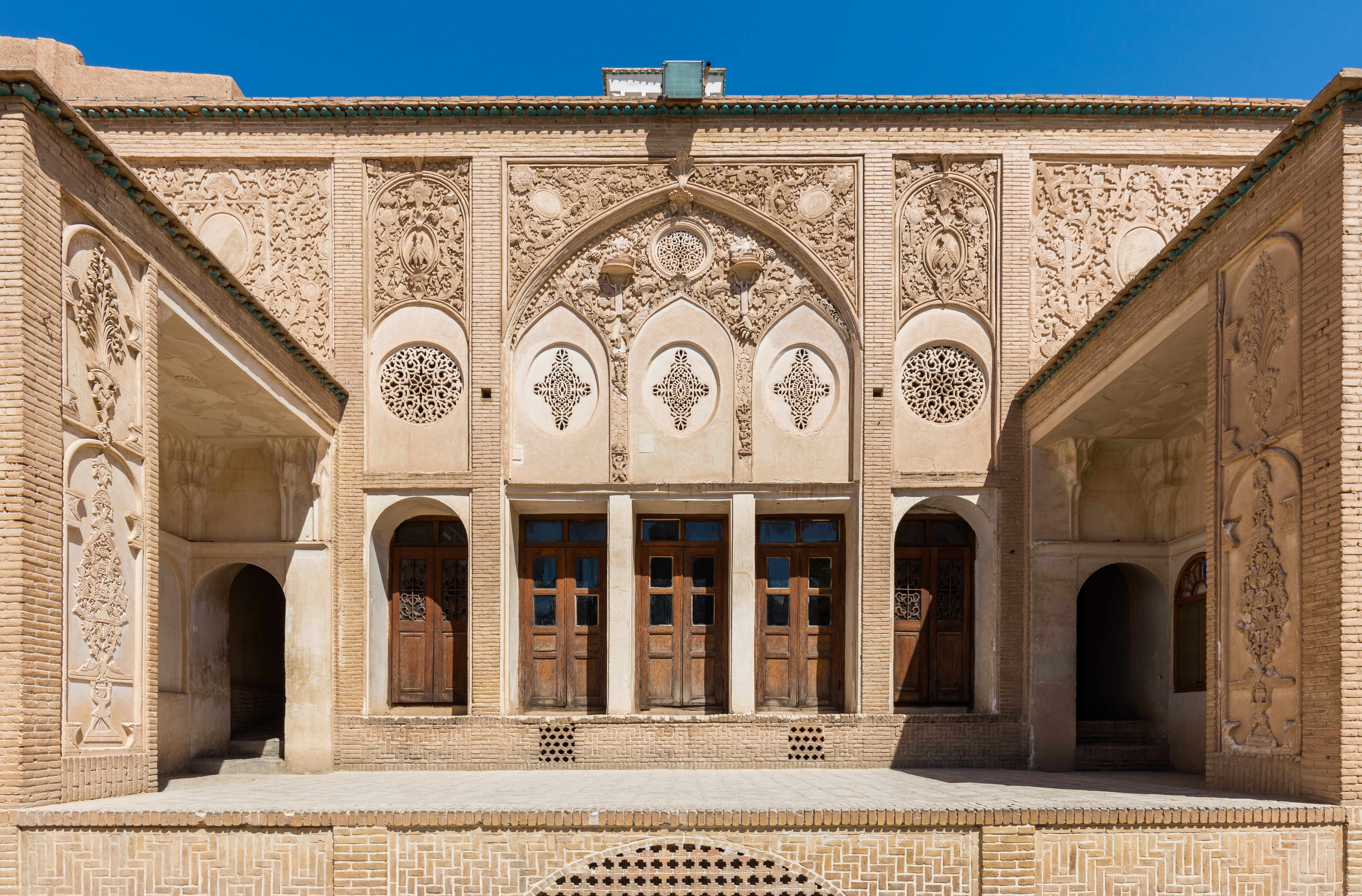
خارج منزل بوروجردي.
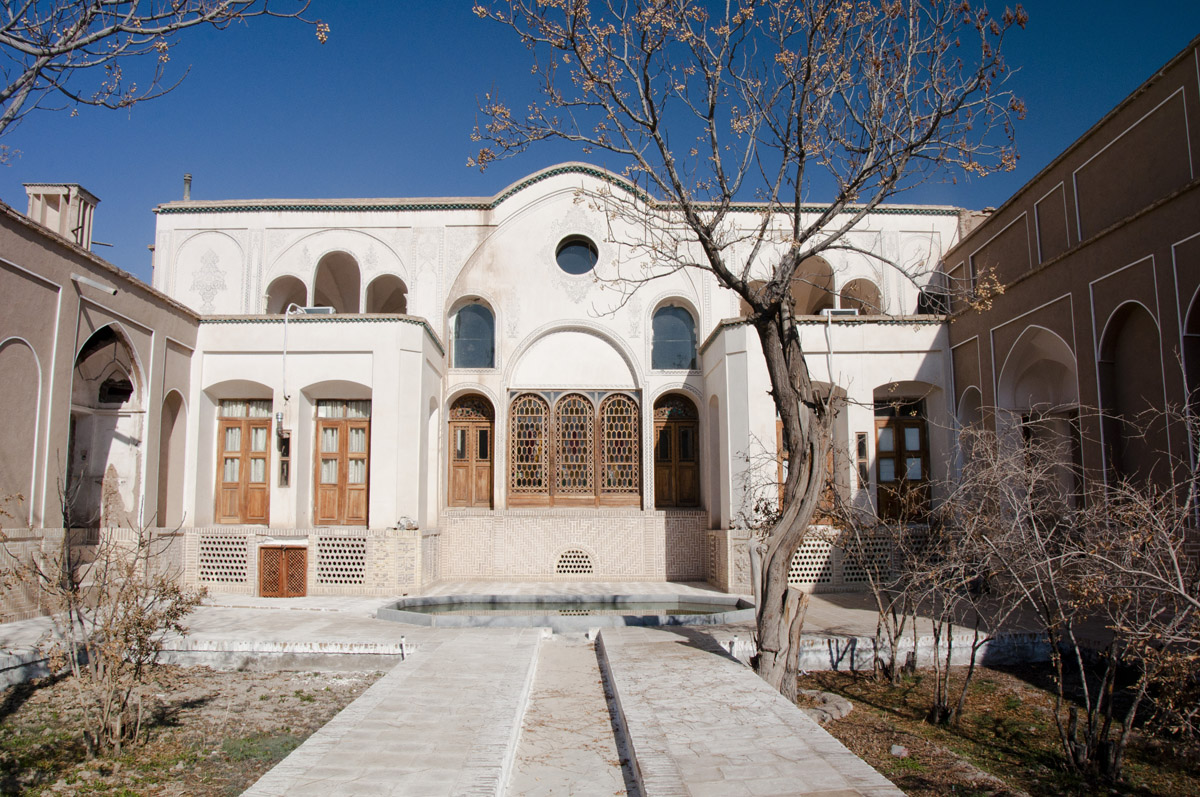
خارج منزل بوروجردي.
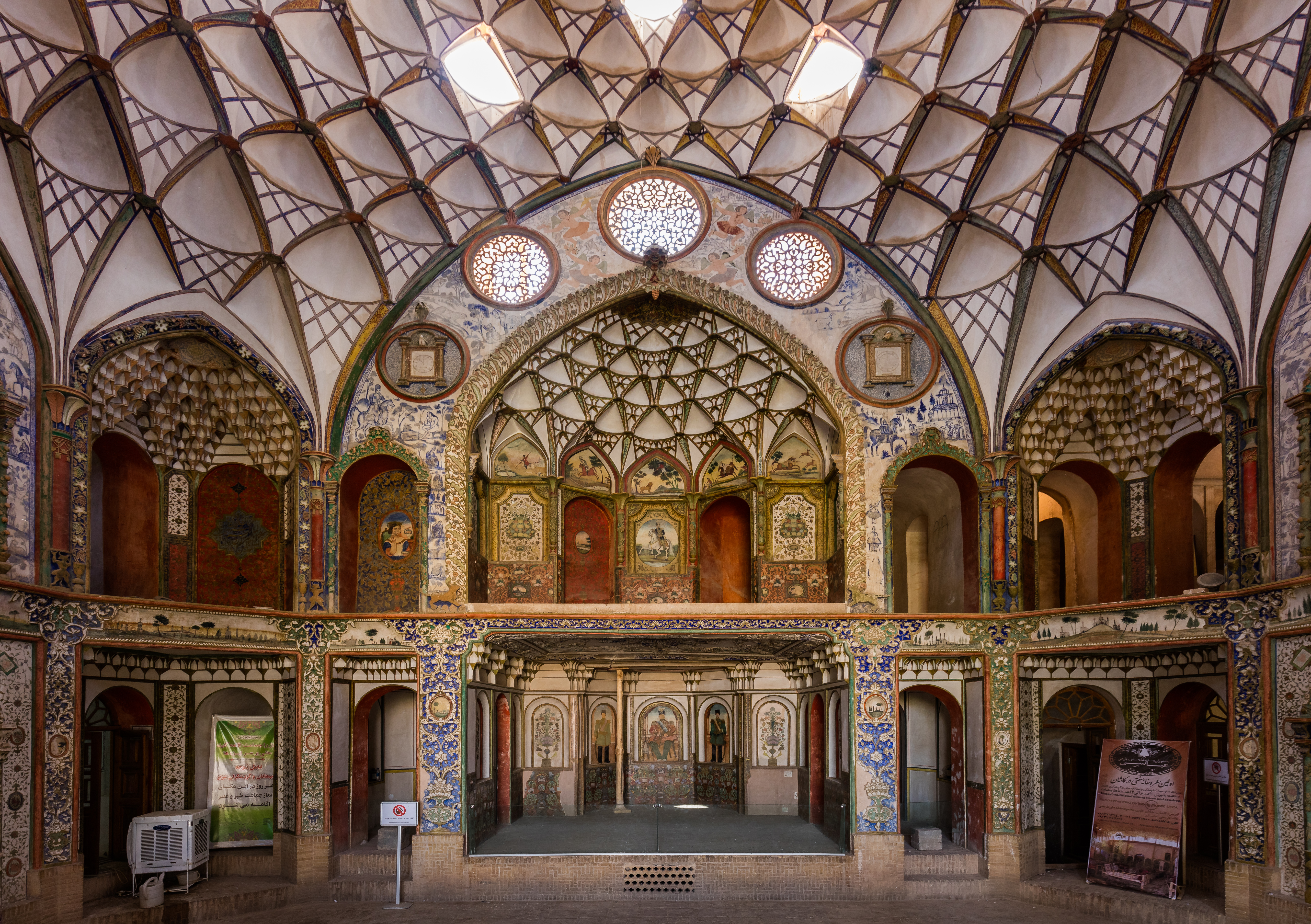
داخل منزل بروجردي.
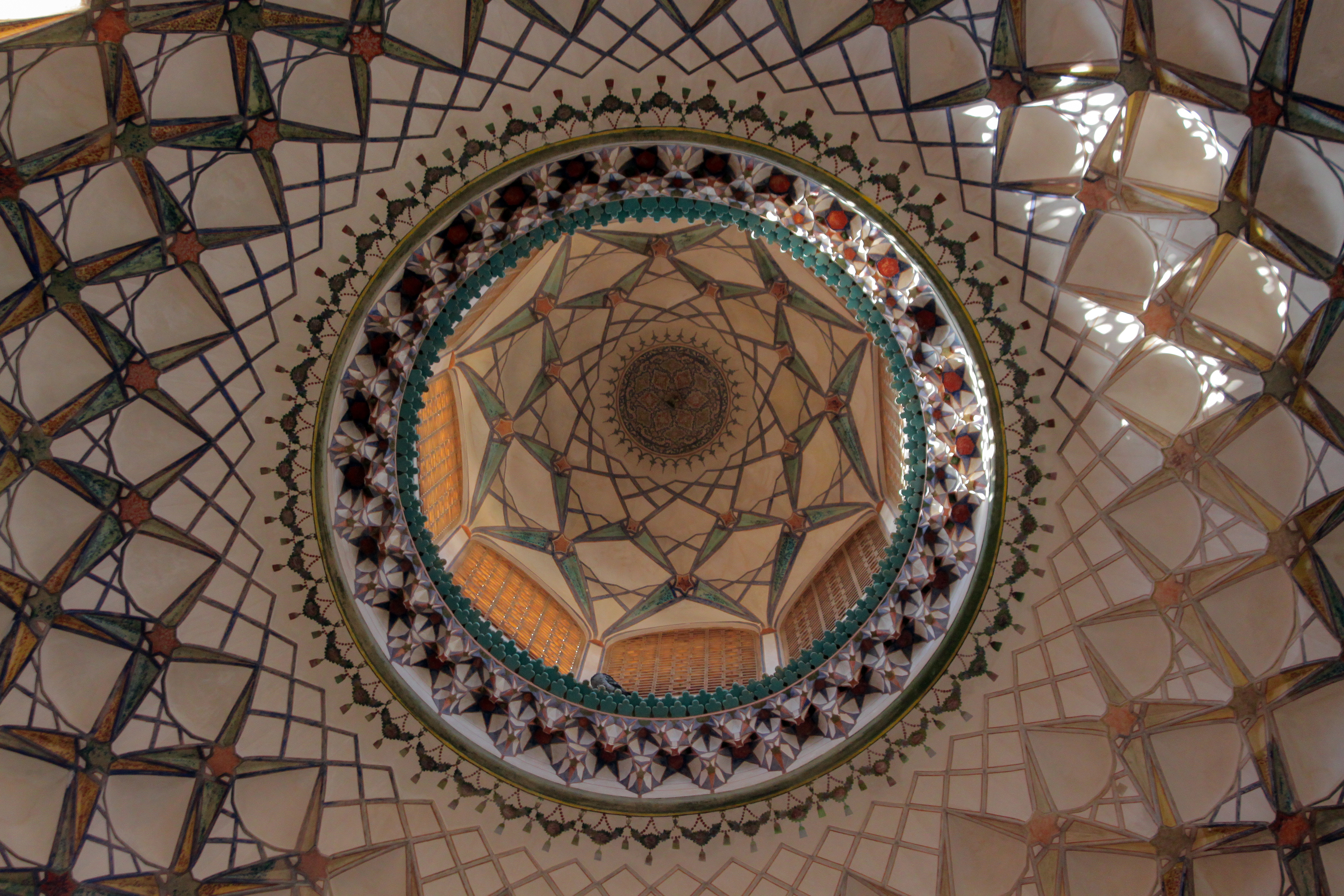
داخل القبة الرئيسية لبيت بوروجردي.
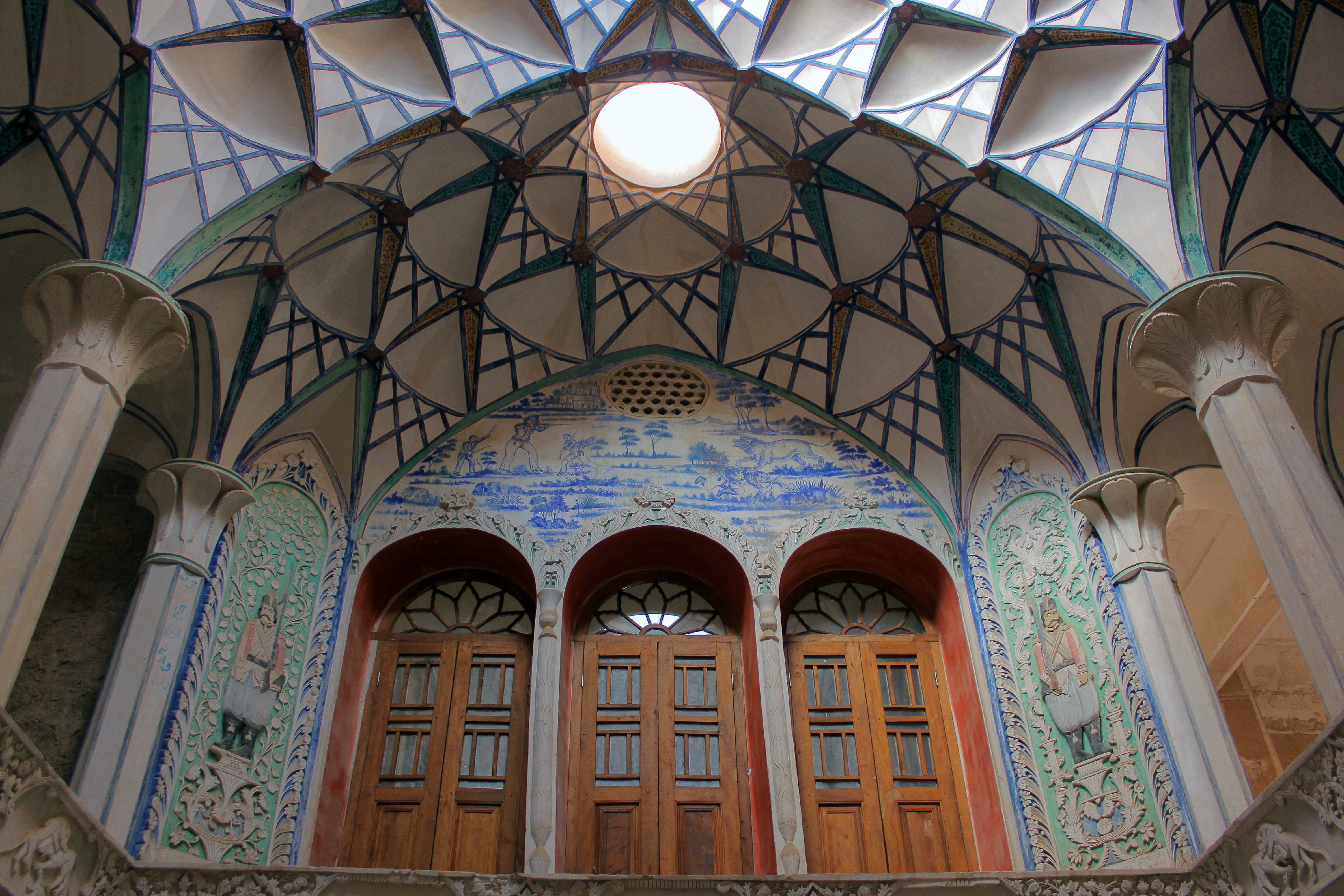
نوافذ خشبية ومنحوتات على الحائط في المنزل.
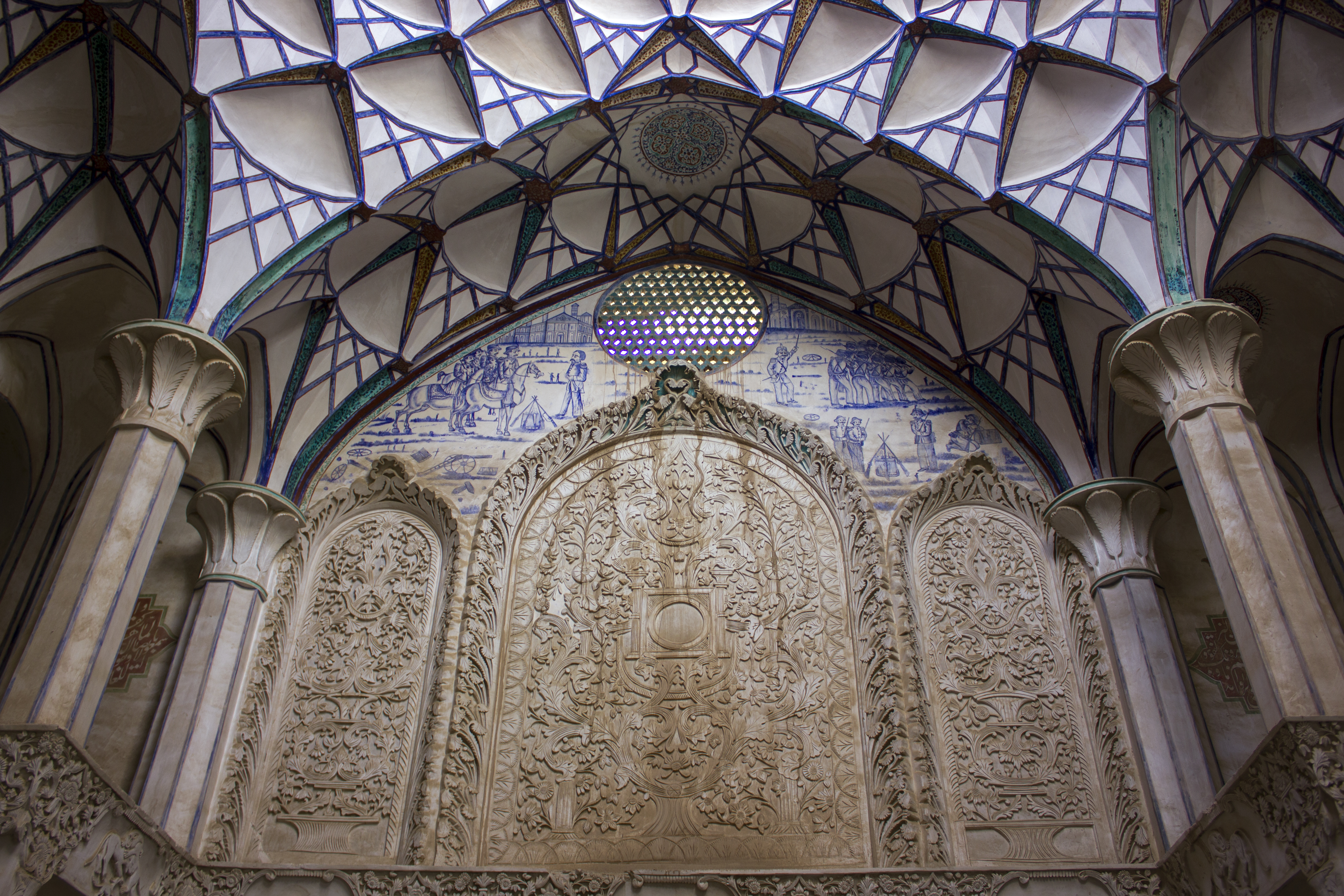
المنحوتات الجدار داخل المنزل.
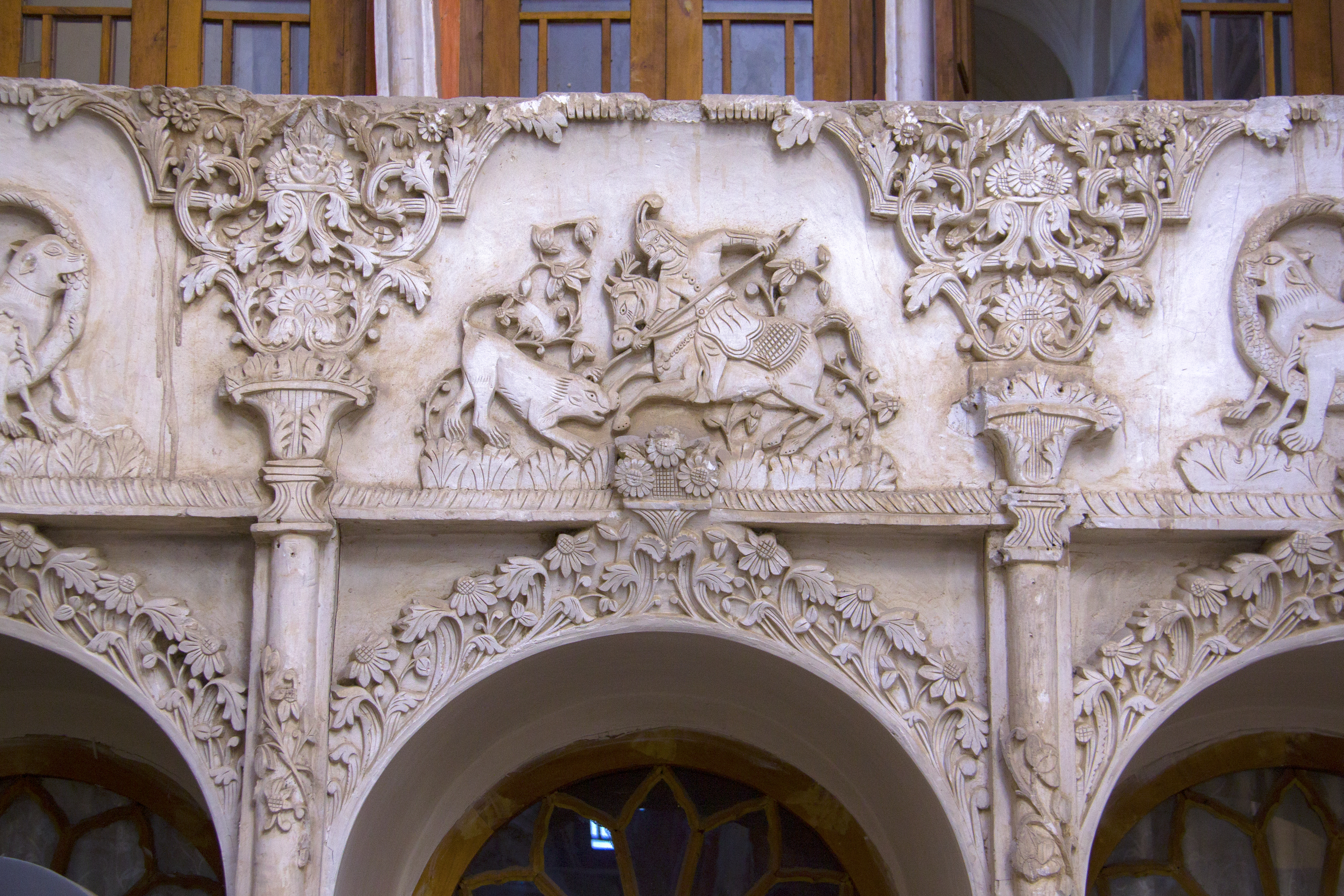
التفاصيل من الجص الداخلية في المنزل.
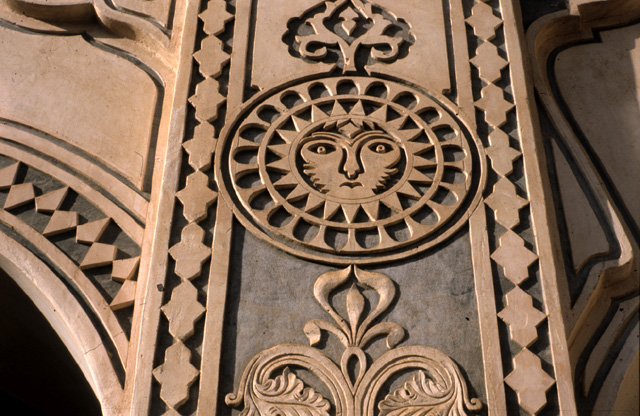
تفاصيل الجص الخارجي في منزل بوروجردي.
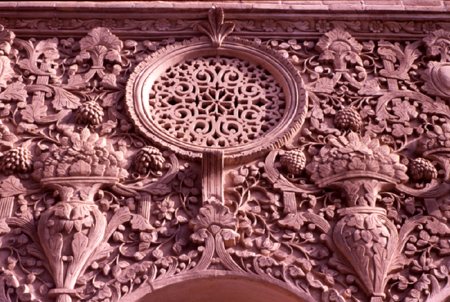
تفاصيل الجص الخارجي في منزل بوروجردي.
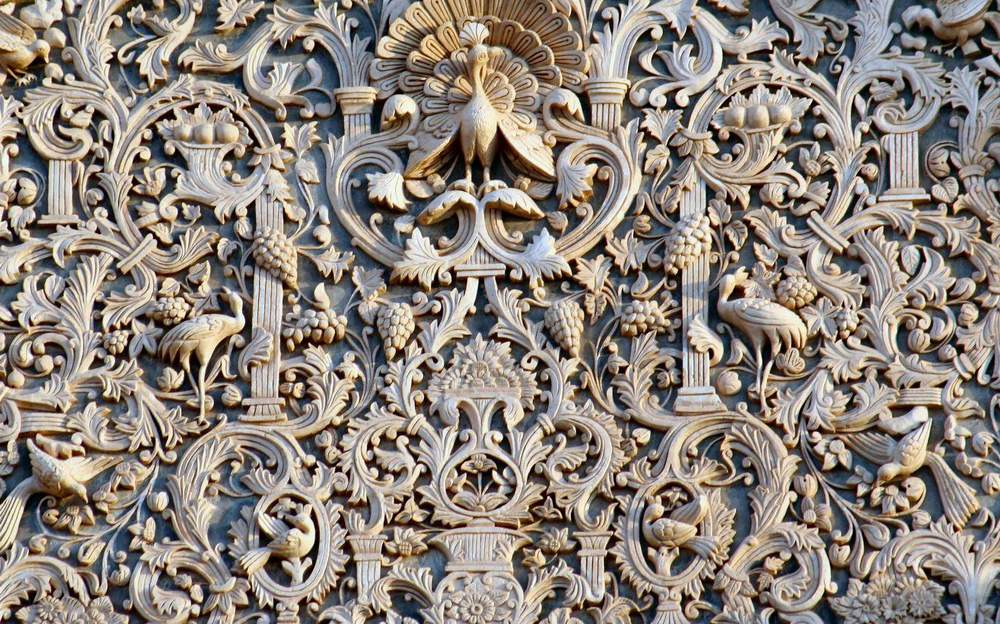
تفاصيل الجص الخارجي في منزل بوروجردي.